# Kosztolányi Dezső Gimnázium
A Kosztolányi Dezső Gimnázium Budapest I. kerületében az Attila út 135. szám alatt található oktatási intézmény.

## Elhelyezkedése
Az iskola egyik legfőbb előnye a közlekedési szempontból való nagyszerű elhelyezkedése. A Déli pályaudvar közvetlen közelében és a Széll Kálmán tér mellett helyezkedik el. Ebből kifolyólag nem csak a fővárosban élő diákok számára érhető el nagyon könnyen, hanem az agglomerációban élők számára is. Mindemellett mégis környezetközeli, hiszen éppen az iskolával szemben található a Vérmező, amely ideális helyszín az ebben az iskolában tanuló diákoknak az iskola utáni kikapcsolódásra, rövid pihenésre, és jó idő esetén a testnevelés órákat is előszeretettel tartják a tanárok itt.

## Története
A mai iskolaépület régi, tégla homlokzatú szárnya 1893-94-ben épült. Első neve Attila utcai elemi iskola volt. 1919-ben már Attila utcai háztartási leány- és ipari irányú fiú iskola, hamarosan pedig községi polgári fiúiskola néven működik 1920-tól. Helyszűke miatt először 3, az 1923/24-es tanévtől 4, 1925-től pedig már 5 osztályát a Városmajori iskolába helyezték át egészen az 1935/36-os tanévig, mivel itt az épületben mindössze 7 osztálytermet tudtak kialakítani. Ezt követően viszont csak összesen 7 osztály működött benne, így már minden osztály kényelmesen elfért az épületben. 
1942-től, a háborús helyzet miatt, az Árpádházi Boldog Margit Női Felső Kereskedelmi iskolát helyezték ideiglenesen az épületbe. Az ostrom után, 1945. áprilistól ismét községi nép- és polgári fiúiskola. Nem sokkal később, az iskolák államosítása után, 1948-tól általános iskolaként szerepelt. Az épület bővítésére 1953-ban került sor. Ekkor épült a modern szárny, aminek a helyén eredetileg egy 1893-ban emelt bérház állt. Később egyébként ebből a szomszédos épületből is iskola lett: 1907-10 között a Notre Dame de Sion leányintézet, 1910-30 között pedig a Baár-Madas Református Felsőbb Leányiskola, később leánygimnázium működött a falai között. Az itt álló épület az ostrom alatt pusztult el (helyén azután 8 éven át, az ötvenes években történt bővítésig, üres telek volt).
A Kosztolányi Gimnázium Budán elsőként, 1991-ben vezette be a nyolcosztályos gimnáziumi oktatási rendszert, annak érdekében, hogy a diákoknak a serdülőkor közepén ne kelljen iskolát váltaniuk, ezzel fenntartva az addig kialakult kapcsolatokat, mind a tanulótársakkal, mind a tanárokkal. Az iskola jelenlegi nevét annak köszönhetően kapta Kosztolányi Dezsőről, hogy ő is az első kerületben élt, a Logodi utcában, amely az iskola épülete mögött található. Az iskola előző neve és jogelőd intézménye volt például: Attila Utcai Általános Iskola, Krisztinavárosi Általános Iskola, Kosztolányi Dezső Általános Iskola és Gimnázium. Az iskola története több mint 100 évre nyúlik vissza.

## Oktatás
Nyolcosztályos gimnáziumként 10 éves kortól 18 éves korig tanulnak itt a diákok, azaz 5. osztálytól 12. osztályig. Az újonnan (2015 szeptember) indított 4 évfolyamos gimnázium a 8. után érkezőket is lefedi. Az iskola tanulói létszáma nagyjából 550, a tanári létszáma pedig 40 fő körüli. Az iskolában idegen nyelvként lehet tanulni angolul, spanyolul, olaszul, franciául és németül is.

## Kapcsolódó információ
- A Kosztolányi Dezső Gimnázium. Tűzkeresztség.. urbface.com. [2019. november 9-i dátummal az eredetiből archiválva]. (Hozzáférés: 2019. november 9.)